# Insuline NPH
L'insuline NPH (neutral protamine Hagedorn), également connue sous le nom d'insuline isophane.

## Usage médical
Est une insuline à action intermédiaire administrée pour aider à contrôler la glycémie chez les personnes atteintes de diabète. Elle est utilisée par injection sous la peau une à deux fois par jour. Les effets se manifestent généralement en 90 minutes et ils durent 24 heures. Il existe des versions prémélangées avec une insuline à action brève, telle que l'insuline ordinaire .

## Effets secondaires
L'effet secondaire courant est l'hypoglycémie. D'autres effets secondaires peuvent inclure des douleurs ou des changements cutanés aux sites d'injection, un faible taux de potassium dans le sang et des réactions allergiques. L'utilisation pendant la grossesse est relativement sans danger pour le bébé. L'insuline NPH est fabriquée en mélangeant de l'insuline ordinaire et de la protamine dans des proportions exactes avec du zinc et du phénol de manière à maintenir un pH neutre et à former des cristaux. Il existe des versions à base d'insuline humaine et porcine.

## Histoire
L'insuline protamine a été créée pour la première fois en 1936 et l'insuline NPH en 1946. Elle figure sur la liste des médicaments essentiels de l'Organisation mondiale de la santé .